# روبن كيلي
روبن كيلي (بالإنجليزية: Robin Kelly )‏ (و. 1956 – م) هي سياسية أمريكية من أصول أفريقية، ولدت في مدينة نيويورك، الحزب الديمقراطي الأمريكي.

## مناصب
تولت منصب عضو مجلس النواب الأمريكي، وعضو إيلينوي في مجلس النواب.

## التعليم
تعلمت في جامعة برادلي.